# Mistrzostwa Świata w Wioślarstwie 2009 – czwórka bez sternika mężczyzn
Czwórka bez sternika mężczyzn (M4-) – konkurencja rozgrywana podczas Mistrzostw Świata w Wioślarstwie 2009 w Poznaniu między 23 a 30 sierpnia na Torze Regatowym Malta.

## Harmonogram konkurencji
Wszystkie godziny w czasie letnim (UTC+2)
| Godzina                     | Wydarzenie  | Runda         |
| --------------------------- | ----------- | ------------- |
| Niedziela, 23 sierpnia 2009 | 11:54-12:12 | Eliminacje    |
| Wtorek, 25 sierpnia 2009    | 12:18-12:30 | Repasaże      |
| Czwartek, 27 sierpnia 2009  | 14:37-14:53 | Półfinały A/B |
| Piątek, 28 sierpnia 2009    | 11:36-11:42 | Finał C       |
| Sobota, 29 sierpnia 2009    | 15:12-15:18 | Finał B       |
| Sobota, 29 sierpnia 2009    | 12:33-12:48 | Finał A       |

## Medaliści
| Złoto                                                                                  | Srebro                                                                               | Brąz                                                            |
| Wielka Brytania · Alex Partridge · Richard Egington · Alex Gregory · Matthew Langridge | Australia · Matthew Ryan · James Marburg · Cameron McKenzie McHarg · Francis Hegerty | Słowenia · Tomaž Pirih · Rok Rozman · Rok Kolander · Miha Pirih |

## Wyniki

### Eliminacje
Reguła kwalifikacji: 1-2 → PA/B, 3.. → R

#### Eliminacje 1
| Miejsce | Zawodnik                                                              | Kraj              | Czas    | Uwagi |
| ------- | --------------------------------------------------------------------- | ----------------- | ------- | ----- |
| 1       | Tomaž Pirih Rok Rozman Rok Kolander Miha Pirih                        | Słowenia          | 6:00,77 | PA/B  |
| 2       | Patryk Brzeziński Jarosław Godek Sebastian Kosiorek Piotr Buchalski   | Polska            | 6:01,73 | PA/B  |
| 3       | Cameron Winklevoss Steve Coppola Giuseppe Lanzone Brett Newlin        | Stany Zjednoczone | 6:02,28 | R     |
| 4       | Andrij Kozyr Andrij Iwanczuk Iwan Tymko Artem Moroz                   | Ukraina           | 6:09,76 | R     |
| 5       | Janis Tsamis Stergios Papachristos Jeorjos Dzialas Pawlos Gawriilidis | Grecja            | 6:13,39 | R     |
| 6       | Mostafa Zeidan Sameh Hassan Akrm Abdalshafy El Bakry Yehia            | Egipt             | 6:14,79 | R     |

#### Eliminacje 2
| Miejsce | Zawodnik                                                                                      | Kraj            | Czas    | Uwagi |
| ------- | --------------------------------------------------------------------------------------------- | --------------- | ------- | ----- |
| 1       | Alex Partridge Richard Egington Alex Gregory Matthew Langridge                                | Wielka Brytania | 6:00,69 | PA/B  |
| 2       | Jan Gruber Milan Doleček Milan Bruncvík Karel Neffe                                           | Czechy          | 6:02,93 | PA/B  |
| 3       | Alexander Sigurbjörnsson Benet Pau Vela Maggi Marcelino García Cortés Noe Guzman Del Castillo | Hiszpania       | 6:07,72 | R     |
| 4       | Julien Desprès Jean-David Bernard Benjamin Rondeau Laurent Cadot                              | Francja         | 6:08,63 | R     |
| 5       | Ante Janjić Alen Banovac Josip Stojčević Marin Bogdan                                         | Chorwacja       | 6:18,99 | R     |

#### Eliminacje 3
| Miejsce | Zawodnik                                                             | Kraj          | Czas    | Uwagi |
| ------- | -------------------------------------------------------------------- | ------------- | ------- | ----- |
| 1       | Matthew Ryan James Marburg Cameron McKenzie McHarg Francis Hegerty   | Australia     | 5:57,83 | PA/B  |
| 2       | Hanno Wienhausen Martin Rückbrodt Thomas Protze Falk Müller          | Niemcy        | 5:59,54 | PA/B  |
| 3       | Jade Uru Simon Watson Hamish Burson Tyson Williams                   | Nowa Zelandia | 6:00,36 | R     |
| 4       | Wadzim Lalin Andrej Dziamjanienka Jauhien Nosau Alaksandr Kazubouski | Białoruś      | 6:12,58 | R     |
| 5       | Dharmesh Sangwan Inderpal Siwatch Sukhjeet Singh Jenil Krishnan      | Indie         | 6:25,01 | R     |

### Repasaże
Reguła kwalifikacji: 1-3 → PA/B, 4... → FC

#### Repasaże 1
| Miejsce | Zawodnik                                                                                      | Kraj              | Czas    | Uwagi |
| ------- | --------------------------------------------------------------------------------------------- | ----------------- | ------- | ----- |
| 1       | Wadzim Lalin Andrej Dziamjanienka Jauhien Nosau Alaksandr Kazubouski                          | Białoruś          | 6:19,11 | PA/B  |
| 2       | Ante Janjić Alen Banovac Josip Stojčević Marin Bogdan                                         | Chorwacja         | 6:19,73 | PA/B  |
| 3       | Alexander Sigurbjörnsson Benet Pau Vela Maggi Marcelino García Cortés Noe Guzman Del Castillo | Hiszpania         | 6:19,91 | PA/B  |
| 4       | Cameron Winklevoss Steve Coppola Giuseppe Lanzone Brett Newlin                                | Stany Zjednoczone | 6:19,95 | FC    |
| 5       | Mostafa Zeidan Sameh Hassan Akrm Abdalshafy El Bakry Yehia                                    | Egipt             | 6:29,38 | FC    |

#### Repasaże 2
| Miejsce | Zawodnik                                                              | Kraj          | Czas    | Uwagi |
| ------- | --------------------------------------------------------------------- | ------------- | ------- | ----- |
| 1       | Jade Uru Simon Watson Hamish Burson Tyson Williams                    | Nowa Zelandia | 6:18,68 | PA/B  |
| 2       | Janis Tsamis Stergios Papachristos Jeorjos Dzialas Pawlos Gawriilidis | Grecja        | 6:19,03 | PA/B  |
| 3       | Julien Desprès Jean-David Bernard Benjamin Rondeau Laurent Cadot      | Francja       | 6:20,32 | PA/B  |
| 4       | Andrij Kozyr Andrij Iwanczuk Iwan Tymko Artem Moroz                   | Ukraina       | 6:21,15 | FC    |
| 5       | Dharmesh Sangwan Inderpal Siwatch Sukhjeet Singh Jenil Krishnan       | Indie         | 6:39,74 | FC    |

### Półfinały A/B
Reguła kwalifikacji: 1-3 → FA, 4... → FB

#### Półfinały A/B 1
| Miejsce | Zawodnik                                                         | Kraj            | Czas    | Uwagi |
| ------- | ---------------------------------------------------------------- | --------------- | ------- | ----- |
| 1       | Alex Partridge Richard Egington Alex Gregory Matthew Langridge   | Wielka Brytania | 6:00,17 | FA    |
| 2       | Julien Desprès Jean-David Bernard Benjamin Rondeau Laurent Cadot | Francja         | 6:01,87 | FA    |
| 3       | Tomaž Pirih Rok Rozman Rok Kolander Miha Pirih                   | Słowenia        | 6:02,64 | FA    |
| 4       | Jade Uru Simon Watson Hamish Burson Tyson Williams               | Nowa Zelandia   | 6:04,37 | FB    |
| 5       | Hanno Wienhausen Martin Rückbrodt Thomas Protze Falk Müller      | Niemcy          | 6:05,37 | FB    |
| 6       | Ante Janjić Alen Banovac Josip Stojčević Marin Bogdan            | Chorwacja       | 6:24,77 | FB    |

#### Półfinały A/B 2
| Miejsce | Zawodnik                                                                                      | Kraj      | Czas    | Uwagi |
| ------- | --------------------------------------------------------------------------------------------- | --------- | ------- | ----- |
| 1       | Matthew Ryan James Marburg Cameron McKenzie McHarg Francis Hegerty                            | Australia | 6:00,94 | FA    |
| 2       | Wadzim Lalin Andrej Dziamjanienka Jauhien Nosau Alaksandr Kazubouski                          | Białoruś  | 6:04,51 | FA    |
| 3       | Jan Gruber Milan Doleček Milan Bruncvík Karel Neffe                                           | Czechy    | 6:04,62 | FA    |
| 4       | Alexander Sigurbjörnsson Benet Pau Vela Maggi Marcelino García Cortés Noe Guzman Del Castillo | Hiszpania | 6:09,00 | FB    |
| 5       | Janis Tsamis Stergios Papachristos Jeorjos Dzialas Pawlos Gawriilidis                         | Grecja    | 6:12,74 | FB    |
| 6       | Patryk Brzeziński Jarosław Godek Sebastian Kosiorek Piotr Buchalski                           | Polska    | 6:14,92 | FB    |

### Finał C
| Miejsce | Zawodnik                                                        | Kraj              | Czas    | Uwagi |
| ------- | --------------------------------------------------------------- | ----------------- | ------- | ----- |
| 1       | Cameron Winklevoss Steve Coppola Giuseppe Lanzone Brett Newlin  | Stany Zjednoczone | 6:32,85 |       |
| 2       | Andrij Kozyr Andrij Iwanczuk Iwan Tymko Artem Moroz             | Ukraina           | 6:33,37 |       |
| 3       | Mostafa Zeidan Sameh Hassan Akrm Abdalshafy El Bakry Yehia      | Egipt             | 6:43,68 |       |
| 4       | Dharmesh Sangwan Inderpal Siwatch Sukhjeet Singh Jenil Krishnan | Indie             | 6:47,11 |       |

### Finał B
| Miejsce | Zawodnik                                                                                      | Kraj          | Czas    | Uwagi |
| ------- | --------------------------------------------------------------------------------------------- | ------------- | ------- | ----- |
| 1       | Hanno Wienhausen Martin Rückbrodt Thomas Protze Falk Müller                                   | Niemcy        | 5:50,98 |       |
| 2       | Alexander Sigurbjörnsson Benet Pau Vela Maggi Marcelino García Cortés Noe Guzman Del Castillo | Hiszpania     | 5:52,55 |       |
| 3       | Jade Uru Simon Watson Hamish Burson Tyson Williams                                            | Nowa Zelandia | 5:53,64 |       |
| 4       | Janis Tsamis Stergios Papachristos Jeorjos Dzialas Pawlos Gawriilidis                         | Grecja        | 5:56,32 |       |
| 5       | Patryk Brzeziński Jarosław Godek Sebastian Kosiorek Piotr Buchalski                           | Polska        | 5:57,53 |       |
| 6       | Ante Janjić Mario Vekić Josip Stojčević Marin Bogdan                                          | Chorwacja     | 6:02,43 |       |

### Finał A
| Miejsce | Zawodnik                                                             | Kraj            | Czas    | Uwagi |
| ------- | -------------------------------------------------------------------- | --------------- | ------- | ----- |
|         | Alex Partridge Richard Egington Alex Gregory Matthew Langridge       | Wielka Brytania | 5:47,28 |       |
|         | Matthew Ryan James Marburg Cameron McKenzie McHarg Francis Hegerty   | Australia       | 5:49,20 |       |
|         | Tomaž Pirih Rok Rozman Rok Kolander Miha Pirih                       | Słowenia        | 5:51,11 |       |
| 4       | Jan Gruber Milan Doleček Milan Bruncvík Michal Horváth               | Czechy          | 5:52,80 |       |
| 5       | Julien Desprès Jean-David Bernard Benjamin Rondeau Laurent Cadot     | Francja         | 5:57,03 |       |
| 6       | Wadzim Lalin Andrej Dziamjanienka Jauhien Nosau Alaksandr Kazubouski | Białoruś        | 5:59,34 |       |